# Wingless Angels
 (août 2024).
La mise en forme du texte ne suit pas les recommandations de Wikipédia : il faut le « wikifier ».
Les points d'amélioration suivants sont les cas les plus fréquents. Le détail des points à revoir est peut-être précisé sur la page de discussion.
- Les titres sont pré-formatés par le logiciel. Ils ne sont ni en capitales, ni en gras.
- Le texte ne doit pas être écrit en capitales (les noms de famille non plus), ni en gras, ni en italique, ni en « petit »…
- Le gras n'est utilisé que pour surligner le titre de l'article dans l'introduction, une seule fois.
- L'italique est rarement utilisé : mots en langue étrangère, titres d'œuvres, noms de bateaux, etc.
- Les citations ne sont pas en italique mais en corps de texte normal. Elles sont entourées par des guillemets français : « et ».
- Les listes à puces sont à éviter, des paragraphes rédigés étant largement préférés. Les tableaux sont à réserver à la présentation de données structurées (résultats, etc.).
- Les appels de note de bas de page (petits chiffres en exposant, introduits par l'outil «  Source ») sont à placer entre la fin de phrase et le point final[comme ça].
- Les liens internes (vers d'autres articles de Wikipédia) sont à choisir avec parcimonie. Créez des liens vers des articles approfondissant le sujet. Les termes génériques sans rapport avec le sujet sont à éviter, ainsi que les répétitions de liens vers un même terme.
- Les liens externes sont à placer uniquement dans une section « Liens externes », à la fin de l'article. Ces liens sont à choisir avec parcimonie suivant les règles définies. Si un lien sert de source à l'article, son insertion dans le texte est à faire par les notes de bas de page.
- La présentation des références doit suivre les conventions bibliographiques. Il est recommandé d'utiliser les modèles {{Ouvrage}}, {{Chapitre}}, {{Article}}, {{Lien web}} et/ou {{Bibliographie}}. Le mode d'édition visuel peut mettre en forme automatiquement les références.
- Insérer une infobox (cadre d'informations à droite) n'est pas obligatoire pour parachever la mise en page.

Pour une aide détaillée, merci de consulter Aide:Wikification.
Si vous pensez que ces points ont été résolus, vous pouvez retirer ce bandeau et améliorer la mise en forme d'un autre article.
Wingless Angels est un groupe de reggae rastafari jamaïcain dirigé par Justin Hinds, surtout connu pour son premier album éponyme produit par Keith Richards et publié sur son label Mindless Records.

## Histoire
Dans les années 1990, le musicien vétéran de reggae Justin Hinds était revenu vivre dans sa ville natale rurale de Steertown, près d'Ocho Rios, où il dirigeait un groupe de musiciens nyabinghi, dont Winston « Black Skull » Thomas (qui avait auparavant travaillé avec Talking Heads et Bad Brains ), Milton « Bongo Neville » Beckerd, « Bongo » Locksey Whitlock, Warrin Williamson, Maureen Fremantle (alias Sister Maureen), Vincent « Jackie » Ellis et Bongo Jackie (alias Iron Lion). Le guitariste des Rolling Stones, Keith Richards, avait acheté une maison à Ocho Rios au milieu des années 1970 et s'était lié d'amitié avec Hinds,. Le groupe a été enregistré un soir de 1995 par Richards et le producteur Rob Fraboni, dans le selon du premier, peu de temps après la mort de Bongo Jackie. Richards a ensuite ajouté des overdubs réalisés par lui-même, par Blondie Chaplin et par le violoniste irlandais Frankie Gavin. Il a sorti les enregistrements sous forme d'album sur son propre label Mindless Records (via Island Records ) en 1997, surnommant le groupe « Wingless Angels ».
L'album a été réédité sur keithrichards.com en 2003 et par Polygram en 2008 .
Un communiqué de presse publié sur winglessangels.com en juin 2010 annonçait que de nouveaux enregistrements réalisés peu avant la mort de Justin Hinds seraient publiés en septembre 2010 sur Mindless Records. L'album Wingless Angels II est effectivement sorti en septembre 2010.

## Discographie
- Wingless Angels (octobre 1997), Mindless/Island Jamaica
- Wingless Angels II (23 septembre 2010), Mindless Records
- Wingless Angels Deluxe Edition (23 septembre 2010), Mindless Records